# Lerista stictopleura
Espèce
Lerista stictopleura est une espèce de sauriens de la famille des Scincidae.

## Répartition
Cette espèce est endémique d'Australie-Occidentale en Australie.

## Publication originale
- Storr, 1985 : Two new skinks (Lacertilia: Scincidae) from Western Australia. Records of the Western Australian Museum, vol. 12, no 2, p. 193-196 (texte intégral).